# 张宗祥故居
张宗祥故居位于中国浙江省嘉兴海宁市硖石街道仓基街41号，坐南朝北，北临仓基河，为中国现代著名学者、书法家张宗祥在海宁的故居，由建于晚清的举人第（张宗祥出生地）和建于民国二十三年（1934）的铁如意馆组成。主楼铁如意馆三间二层，采用青砖砌筑，因张宗祥藏有明代周宗彝遗物铁如意而得名，西为举人第，为三开间平房。举人第西侧为原张宗祥之弟张麟书住宅爱愚草堂，亦为三间二层。1993年故居作为纪念馆对外开放，现陈列有张宗祥生平事迹、专著和部分遗物及影像资料，同时设立了张宗祥书画院，新馆落成于2006年10月，内设书画展厅和文艺沙龙等。